# Emboscada de Warrenpoint
L'emboscada de Warrenpoint va ser un atac de l'IRA Provisional a l'exèrcit britànic a Warrenpoint el 27 d'agost de 1979, en el qual causà 38 baixes als soldats, 18 dels quals morien, el mateix dia que va ser assassinat Lluís Mountbatten, un membre de la casa reial anglesa i cosí de la reina. Les forces britàniques mataren 1 civil i en feriren un altre amb els seus trets.

## Esdeveniments
L'exèrcit britànic transportava tropes de les casernes de Ballykinler cap a la localitat de Newry. L'atac tingué lloc prop d'un castell anomenat Narrow Water Castle al riu Newry que fa de frontera entre Irlanda del Nord i la resta de l'illa. El comboi del 2n Batalló del Regiment de Paracaigudistes va passar per la carretera localA2 i a les 16:40 del dia 27 d'agost de 1979 va esclatar una bomba de 800 lliures (360kg), que havia estat col·locada en un camió amagat entre bales de palla per una unitat de la Brigada del Sud d'Armagh de l'IRA.L'explosió matà a l'instant 6 soldats. Just després, segons els testimonis dels militars supervivents, van rebre el foc de fusells dels membres de l'IRA amagats al bosc del costat de la carretera, a la Península de Cooley, just a l'altre costat de la frontera. Però una investigació posterior del Royal Ulster Constabulary descartà aquest fet, atribuint els "trets" a l'explosió de les municions en els vehicles afectats per l'explosió.
Els trets dels soldats britànics mataren William Hudson, un civil que passava per la zona en aquell moment amb el seu cosí Barry Hudson, que resultà ferit.
Els britànics van enviar reforços del regiment d'infanteria Queen's Own Highlanders per carretera, i amb dos helicòpters, un Gazelle i un Wessex per endur-se els supervivents ferits. En aquest moment, 53 minuts després de la primera explosió, l'IRA va detonar un segon explosiu. La segona explosió va causar la mort de dotze soldats: deu del Regiment de Paracaigudistes i dos dels Queen's Own Highlanders.
La brigada de South Armagh de l'IRA, després d'un treball d'intel·ligència havia comprovat com funcionava el protocol d'emergències en accions anteriors i preveia els moviments de les tropes..
Entre les baixes mortals hi hagué el tinent coronel David Blair i el Major Peter Fursman, amb 16 soldats, a més de 20 soldats ferits de consideració. La unitat de l'IRA no va patir cap baixa.
Es va desencadenar una polèmica per l'actuació del reporter de premsa Peter Molloy, qui va arribar al lloc dels fets després de la primera explosió i va començar a treure fotos. Un soldat el volia disparar després d'increpar-lo per ocupar-se de les imatges en comptes d'ajudar els ferits, però els companys van intervenir i van aturar l'incident.

## Conseqüències
Els atacs van provocar diversos morts. La primera bomba, un explosiu ANFO de 227 kg, va matar de manera instantània sis soldats britànics que viatjaven en un camió, membres del segon batalló de paracaigudistes, després de ser accionada per control remot. Dos ocupants més del vehicle van resultar seriosament ferits. Els trets i la segona bomba van provocar dotze morts d'ells i cinc ferits de diversa consideració. Es considera l'emboscada més mortal per als britànics en el marc del conflicte nord-irlandès, amb setze baixes. Segons Sir James Glover, un oficial britànic, és també un dels atacs millor organitzats des del punt de vista militar de l'organització armada.
L'emboscada va vendre's com un triomf de l'IRA, que ho va vendre com a represàlia pel diumenge sagnant, on van ser justament membres del cos de paracaigudistes els qui van matar els manifestants. L'acció va fer pujar la seva popularitat i va suposar un canvi en l'estratègia de l'exèrcit britànic a la regió. La policia irlandesa, la Garda Síochána, va detenir dos sospitosos de l'atemptat però els va haver d'alliberar per manca de proves.
En els dies posteriors a l'emboscada, els membres unionistes de l'Ulster Volunteer Force van dur a termes diversos actes violents de represàlia, entre ells l'assassinat d'un catòlic a qui van dir que havien confós amb un membre de l'IRA. Les autoritats locals van demanar més efectius i es va augmentar la presència de la Royal Ulster Constabulary en mil membres més. A mitjà termini, va suposar que els grups armats protestants prenguessin més volada.
Per altra banda, a partir d'aquest atac, afegit a d'altres produïts en diversos transports de tropes, les forces britàniques desplegades a Irlanda del Nord començaren a fer servir preferentment els transports aeris de tropes, amb helicòpters, evitant les carreteres, fet que donà a l'IRA molta més llibertat de moviment, sobretot a les àrees properes a la frontera com South Armagh.
La primera ministra britànica Margaret Thatcher reaccionà amb indignació, reclamant al Taoiseach irlandès Jack Lynch un seguit d'exigències en matèria de seguretat contra l'IRA, a més d'amenaces amb actuar contra la població irlandesa immigrada al regne unit. La majoria foren rebutjades, si bé s'acordà reforçar la cooperació entre la Garda Síochána i el RUC de manera no pública, per no aixecar la reacció dels sector més republicans del partit Fianna Fail del mateix Lynch, que dimití en desembre.